# Temporada 1989-90 de los Chicago Bulls
La temporada 1989-90 fue la vigesimocuarta de los Chicago Bulls en la NBA. La temporada regular acabaron con 55 victorias y 27 derrotas, ocupando la tercera posición de la Conferencia Este, clasificándose para los playoffs, en los que cayeron en finales de conferencia nuevamente ante Detroit Pistons. Comenzaba la era de Phil Jackson en el banquillo de los Bulls, con el que ganarían seis anillos de campeón.

## Elecciones en elDraft
| Ronda | Puesto | Jugador      | Posición | Nacionalidad   | Universidad      |
| ----- | ------ | ------------ | -------- | -------------- | ---------------- |
| 1     | 6      | Stacey King  | Pívot    | Estados Unidos | Oklahoma         |
| 1     | 18     | BJ Armstrong | Base     | Estados Unidos | Iowa             |
| 1     | 20     | Jeff Sanders | Alero    | Estados Unidos | Georgia Southern |

## Temporada regular
| División Central      | División Central | División Central | División Central | División Central | División Central | División Central | División Central | División Central |
| Equipo                | G                | P                | %                | PD               | Casa             | Fuera            | Div              |                  |
| --------------------- | ---------------- | ---------------- | ---------------- | ---------------- | ---------------- | ---------------- | ---------------- | ---------------- |
| y-Detroit Pistons     | 59               | 23               | .720             | –                | 35–6             | 24–17            | 22–8             |                  |
| x-Chicago Bulls       | 55               | 27               | .671             | 4                | 36–5             | 19–22            | 20–10            |                  |
| x-Milwaukee Bucks     | 44               | 38               | .537             | 15               | 27–14            | 17–24            | 14–16            |                  |
| x-Cleveland Cavaliers | 42               | 40               | .512             | 17               | 27–14            | 15–26            | 14–16            |                  |
| x-Indiana Pacers      | 42               | 40               | .512             | 17               | 28–13            | 14–27            | 16–14            |                  |
| Atlanta Hawks         | 41               | 41               | .500             | 18               | 25–16            | 16–25            | 15–15            |                  |
| Orlando Magic         | 18               | 64               | .220             | 41               | 12–29            | 6–35             | 4–26             |                  |

## Playoffs

### Primera ronda
Chicago Bulls  vs. Milwaukee Bucks
| Fecha       | Partido                                | Ciudad    |
| ----------- | -------------------------------------- | --------- |
| 27 de abril | Chicago Bulls 111, Milwaukee Bucks 97  | Chicago   |
| 29 de abril | Chicago Bulls 109, Milwaukee Bucks 102 | Chicago   |
| 1 de mayo   | Milwaukee Bucks 119, Chicago Bulls 112 | Milwaukee |
| 3 de mayo   | Milwaukee Bucks 86, Chicago Bulls 110  | Milwaukee |
|             | Chicago Bulls gana las series 3-1      |           |

### Semifinales de Conferencia
Chicago Bulls  vs. Philadelphia 76ers
| Fecha      | Partido                                   | Ciudad       |
| ---------- | ----------------------------------------- | ------------ |
| 7 de mayo  | Chicago Bulls 96, Philadelphia 76ers 85   | Chicago      |
| 9 de mayo  | Chicago Bulls 101, Philadelphia 76ers 96  | Chicago      |
| 11 de mayo | Philadelphia 76ers 118, Chicago Bulls 112 | Philadelphia |
| 13 de mayo | Philadelphia 76ers 101, Chicago Bulls 111 | Philadelphia |
| 16 de mayo | Chicago Bulls 117, Philadelphia 76ers 99  | Chicago      |
|            | Chicago Bulls gana las series 4-1         |              |

### Finales de conferencia
Detroit Pistons  vs. Chicago Bulls
| Fecha      | Partido                                | Ciudad  |
| ---------- | -------------------------------------- | ------- |
| 20 de mayo | Detroit Pistons 86, Chicago Bulls 77   | Detroit |
| 22 de mayo | Detroit Pistons 102, Chicago Bulls 93  | Detroit |
| 26 de mayo | Chicago Bulls 107, Detroit Pistons 102 | Chicago |
| 28 de mayo | Chicago Bulls 108, Detroit Pistons 101 | Chicago |
| 30 de mayo | Detroit Pistons 97, Chicago Bulls 83   | Detroit |
| 1 de junio | Chicago Bulls 109, Detroit Pistons 91  | Chicago |
| 3 de junio | Detroit Pistons 93, Chicago Bulls 74   | Detroit |
|            | Detroit Pistons gana las series 4-3    |         |

## Estadísticas
| Rk | Jugador         | Edad | P  | PT | MP   | TC   | TCI  | %TC  | T3  | T3I | %T3  | TL  | TLI | %TL   | RO  | RD  | RT  | AS  | RB  | TAP | BP  | FP  | PTS  |
| -- | --------------- | ---- | -- | -- | ---- | ---- | ---- | ---- | --- | --- | ---- | --- | --- | ----- | --- | --- | --- | --- | --- | --- | --- | --- | ---- |
| 1  | Michael Jordan  | 26   | 82 | 82 | 39.0 | 12.6 | 24.0 | .526 | 1.1 | 3.0 | .376 | 7.2 | 8.5 | .848  | 1.7 | 5.1 | 6.9 | 6.3 | 2.8 | 0.7 | 3.0 | 2.9 | 33.6 |
| 2  | Scottie Pippen  | 24   | 82 | 82 | 38.4 | 6.9  | 14.0 | .489 | 0.3 | 1.4 | .250 | 2.4 | 3.6 | .675  | 1.8 | 4.8 | 6.7 | 5.4 | 2.6 | 1.2 | 3.4 | 3.6 | 16.5 |
| 3  | Horace Grant    | 24   | 80 | 80 | 34.4 | 5.6  | 10.7 | .523 | 0.0 | 0.0 |      | 2.2 | 3.2 | .699  | 3.0 | 4.9 | 7.9 | 2.8 | 1.2 | 1.1 | 1.4 | 2.9 | 13.4 |
| 4  | Bill Cartwright | 32   | 71 | 71 | 30.4 | 4.1  | 8.4  | .488 | 0.0 | 0.0 |      | 3.2 | 3.9 | .811  | 1.9 | 4.6 | 6.5 | 2.0 | 0.5 | 0.5 | 1.7 | 3.4 | 11.4 |
| 5  | John Paxson     | 29   | 82 | 82 | 28.8 | 4.5  | 8.6  | .516 | 0.4 | 1.1 | .359 | 0.7 | 0.8 | .824  | 0.3 | 1.1 | 1.5 | 4.1 | 1.0 | 0.1 | 1.0 | 2.1 | 10.0 |
| 6  | Stacey King     | 23   | 82 | 2  | 21.7 | 3.3  | 6.5  | .504 | 0.0 | 0.0 | .000 | 2.4 | 3.3 | .727  | 2.1 | 2.6 | 4.7 | 1.1 | 0.5 | 0.7 | 1.5 | 2.6 | 8.9  |
| 7  | Craig Hodges    | 29   | 63 | 0  | 16.7 | 2.3  | 5.3  | .438 | 1.4 | 2.9 | .481 | 0.5 | 0.5 | .909  | 0.2 | 0.7 | 0.8 | 1.7 | 0.5 | 0.0 | 0.5 | 1.4 | 6.5  |
| 8  | B.J. Armstrong  | 22   | 81 | 0  | 15.9 | 2.3  | 4.8  | .485 | 0.0 | 0.1 | .500 | 0.9 | 1.0 | .885  | 0.2 | 1.0 | 1.3 | 2.5 | 0.6 | 0.1 | 1.0 | 1.3 | 5.6  |
| 9  | Will Perdue     | 24   | 77 | 11 | 11.5 | 1.4  | 3.5  | .414 | 0.0 | 0.1 | .000 | 0.9 | 1.4 | .692  | 1.1 | 1.6 | 2.8 | 0.6 | 0.2 | 0.3 | 0.8 | 1.9 | 3.8  |
| 10 | Ed Nealy        | 29   | 46 | 0  | 10.9 | 0.8  | 1.5  | .529 | 0.0 | 0.0 | .000 | 0.7 | 0.9 | .732  | 1.0 | 2.0 | 3.0 | 0.6 | 0.3 | 0.1 | 0.4 | 1.5 | 2.3  |
| 11 | Charles Davis   | 31   | 53 | 0  | 8.1  | 1.1  | 3.0  | .367 | 0.1 | 0.5 | .280 | 0.1 | 0.2 | .875  | 0.5 | 1.1 | 1.5 | 0.3 | 0.2 | 0.2 | 0.4 | 1.0 | 2.5  |
| 12 | Clifford Lett   | 24   | 4  | 0  | 7.0  | 0.5  | 2.0  | .250 | 0.0 | 0.0 |      | 0.0 | 0.0 |       | 0.0 | 0.0 | 0.0 | 0.3 | 0.0 | 0.0 | 0.5 | 2.0 | 1.0  |
| 13 | Jeff Sanders    | 24   | 31 | 0  | 5.9  | 0.4  | 1.3  | .325 | 0.0 | 0.0 |      | 0.1 | 0.1 | .500  | 0.5 | 0.7 | 1.3 | 0.3 | 0.1 | 0.1 | 0.5 | 0.9 | 0.9  |
| 14 | Jack Haley      | 26   | 11 | 0  | 5.3  | 0.8  | 1.8  | .450 | 0.0 | 0.0 |      | 0.6 | 0.6 | 1.000 | 0.6 | 1.0 | 1.6 | 0.4 | 0.0 | 0.1 | 0.6 | 0.6 | 2.3  |

## Galardones y récords
| Jugador        | Galardón                                                             |
| Michael Jordan | Mejor quinteto de la NBA Mejor quinteto defensivo de la NBA All-Star |
| Stacey King    | 2.º Mejor quinteto de rookies de la NBA                              |
| Craig Hodges   | Campeón del Concurso de Triples de la NBA                            |
| Scottie Pippen | All-Star                                                             |